# Via del Corso

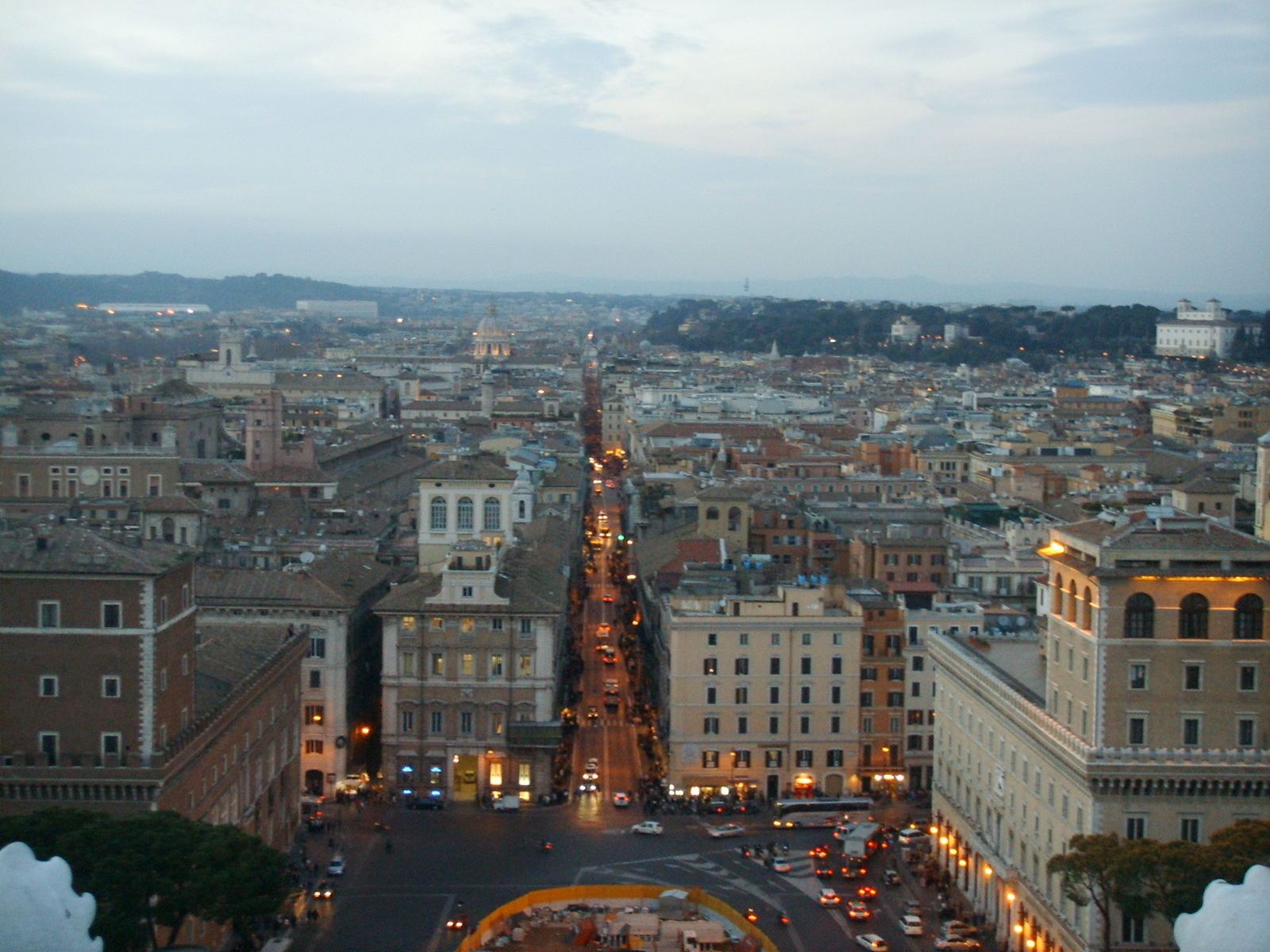
A Via del Corso vista a partir da Piazza Venezia (olhando para o norte).

A Via del Corso, antiga Via Lata, é o trecho urbano em Roma da Via Flamínia e uma das principais ruas no centro da cidade. É notável por ser absolutamente reta numa área caracterizada pelas sinuosas vielas e pequenas praças. O antigo nome de Via Lata (que significa "Caminho Largo") denota que a estrada era considerada larga, especialmente em comparação com as vias vizinhas. Mas, com seus aproximadamente 10 metros de largura, atualmente comporta apenas duas faixas de rolagem para automóveis e duas estreitas calçadas. Com um comprimento de aproximadamente 1,5 quilômetros, sua porção norte da via é restrita aos pedestres.
Ela corre na direção norte-sul. Ao norte, conecta-se com a Porta del Popolo, um dos antigos portões da cidade, e sua praça, a Piazza del Popolo, e corre para o sul até chegar ao coração da cidade, na Piazza Venezia, na base do Monte Capitolino. Na Piazza del Popolo, a Via del Corso é ladeada por duas igrejas barrocas, Santa Maria dei Miracoli e Santa Maria in Montesanto, e, ao longo de seu percurso estão San Carlo al Corso, San Giacomo in Augusta, Gesù e Maria, a Piazza Colonna com a antiga Coluna de Marco Aurélio, a Galleria Alberto Sordi, Santa Maria in Via Lata, o Oratório do Santissimo Crocifisso, San Marcello al Corso e o Palazzo Doria Pamphili.
A partir do século XV, a rua passou a servir como pista de corridas durante o carnaval romano para um evento anual de cavalos sem cavaleiros chamado "corsa dei barberi", o que deu origem ao nome "Via del Corso". Atualmente, a via é bastante popular para a típica "passeggiata", o passeio noturno a pé da população. É também um importante centro de compras para romanos e turistas.

## História

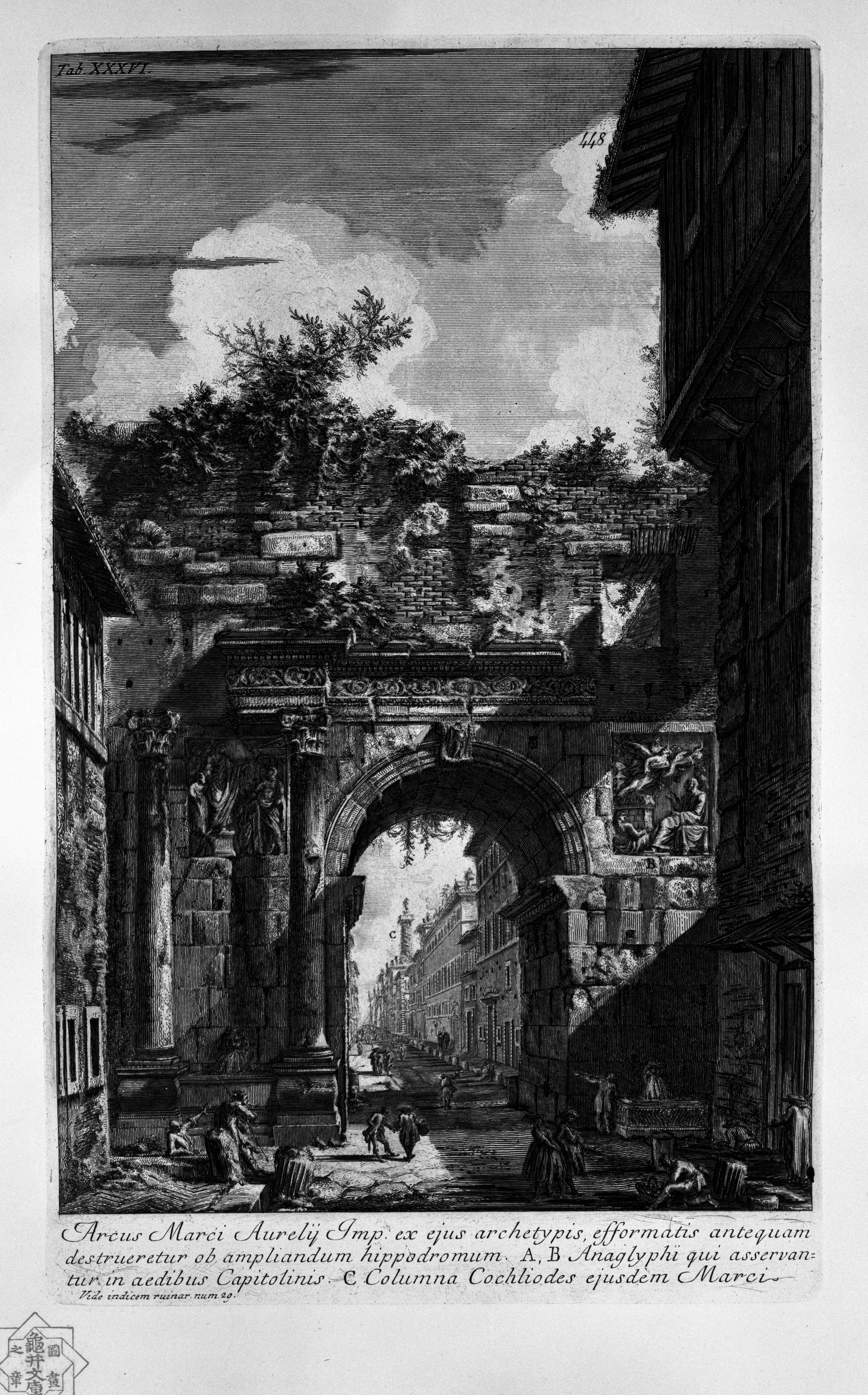
O antigo Arco di Portogallo, demolido por que seu arco central reduzia à metade a largura da Via del Corso.
Gravura de Piranesi (século XVIII).

A história da Via del Corso começou em 220 a.C., quando o censor Caio Flamínio construiu uma nova estrada para ligar Roma ao Mar Adriático, para o norte. O ponto de partida da nova estrada era a Porta Fontinal, um portão na antiga Muralha Serviana, perto da atual Piazza Venezia. Em suas primeiras milhas, a chamada Via Flamínia atravessava a planície entre o Tibre e as colinas orientais em linha reta. O Campo de Marte, como era chamada a planície, foi por um tempo utilizado como campo de treinamento e pasto. Diversos túmulos devem ter ladeado a estrada, como ainda se vê na Via Ápia.
A área aberta fora das muralhas da cidade passaram por um processo de urbanização durante os anos finais da República Romana e o início da era imperial. A cidade gradualmente se expandiu para o norte e grandes edifícios monumentais foram construídos ao longo da estrada. Um conjunto de monumentos dinásticos à volta do Mausoléu de Augusto formava o mais importante desenvolvimento na até então pouco populada seção norte do distrito.
A Via Lata, era considerada larga na Antiguidade, mas em três pontos ao longo de seu percurso ela se estreitava para passar sobre arcos triunfais. O primeiro era o Arco Novo, construído por Diocleciano em 303-4, depois o Arco de Cláudio (51–2) mais adiante (o aqueduto Água Virgem cruzava a estrada por cima dele) e o terceiro ficou mais tarde conhecido como Arco di Portogallo. O nome Via Lata também servia para designar a Região VII (em latim: Regio VII) das 14 regiões da Roma de Augusto.
O mais importante dos antigos monumentos ao longo da Via Lata eram o Templo do Sol, de Aureliano, a Altar da Paz, o Ustrino da Casa de Augusto, o Altar da Providência e a Coluna de Marco Aurélio. O densamente populado quarteirão residencial da época de Adriano foi descoberto do lado direito da rua, entre a Via delle Muratte e a Via delle Convertite. Com a construção da Muralha Aureliana (271-5), toda a região foi incorporada à cidade de Roma e um novo portão (a Porta Flamínia) foi erigido na atual Piazza del Popolo, no ponto onde a estrada deixava o trecho urbano.
A partir de 600, a Via Lata passou a abrigar um centro de bem estar social ligado à alimentação da população na igreja Santa Maria in Via Lata e aos celeiros em sua extremidade sul. Durante a Idade Média, a Via Lata efetivamente marcava uma fronteira distinguindo as regiões bem desenvolvidas ao sul e leste de seu percurso.

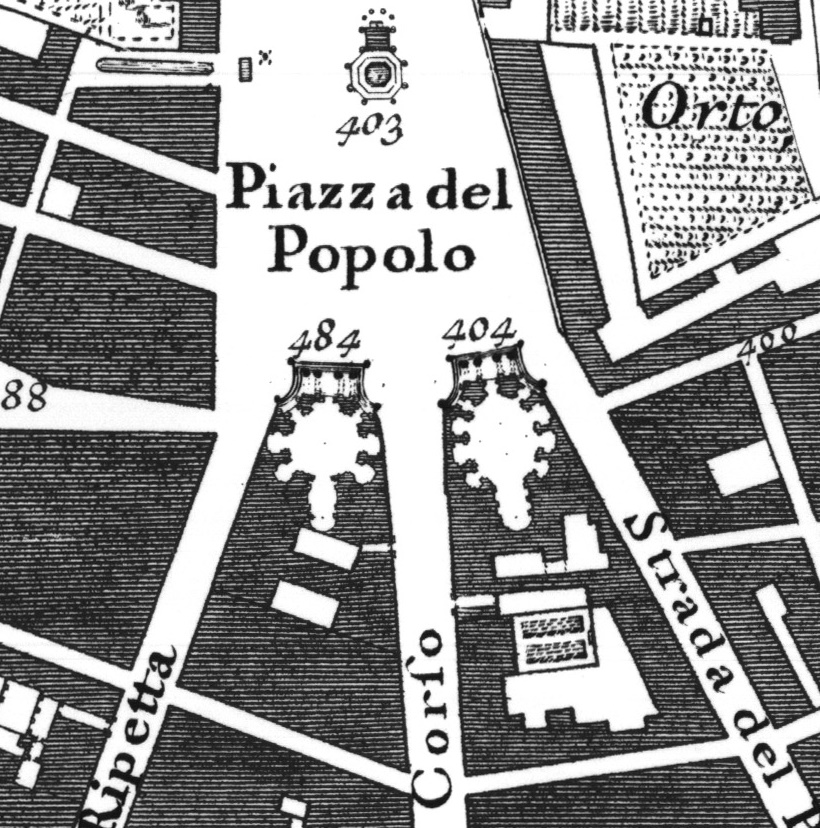
Detalhe do Mapa de Noli mostrando o "Tridente" a partir da Piazza del Popolo, com a Via del Corso no centro, ladeada pelas igrejas barrocas de Santa Maria dei Miracoli e Santa Maria in Montesanto.

A partir do século XV, a rua passou a atrair novas igrejas (ou reformadas) e novos palácios para os nobres romanos. Porém, já no século XVII, continuava ainda uma mistura de diferentes escalas e estilos arquitetônicos, alguns fora de moda, com muitas igrejas sem fachada e edifícios que eram uma combinação de estruturas de diferentes épocas ou estavam simplesmente inacabados. Esta falta de regularidade e decoro numa das principais vias da cidade tornou a Via Lata uma prioridade para o papa Alexandre VII. Ao pressionar a nobreza para que terminassem seus palácios, conseguiu um limitado avanço, pois muitas famílias simplesmente não tinham dinheiro e estavam satisfeitas em morar em suas propriedades rurais. No caso das igrejas inacabadas, ele encorajou seus colegas do clero a agirem como patrocinadores.
Ele conseguiu maior sucesso ao impor a ordem na rua empoderando os maestri di strade, o corpo municipal encarregado das ruas, a limpar, alinhar e regularizar a rua. Para realizar seu intento, os maestri podiam adquirir ou demolir, se necessário, projeções dos edifícios sobre a rua poderiam ser removidas ou acrescentadas para manter uma linha consistente nas fachadas. Nem o Arco di Portogallo resistiu e foi demolido por que seu arco central efetivamente reduzia a largura da rua pela metade.
Alexandre se interessou particularmente em reorganizar a Piazza Colonna, que fica na metade da Via del Corso. Em 1659, sua família, Chigi, comprou o incompleto Palazzo Aldobrandini, entre a praça e a via, e o reconstruiu como Palazzo Chigi. Na mesma época, o maior pintor de seu tempo, Pietro da Cortona, projetou um "palácio-fonte" para a praça, um palácio que teria uma grande fonte na base de sua fachada, mas este precursor da Fontana di Trevi não foi construído.
A Via del Corso também estava ligada às intenções de Alexandre de impressionar importantes dignitários em visitas oficiais a Roma. A Porta del Popolo foi reformada e a Piazza del Popolo, limpa. As duas igrejas barrocas de frente para a praça demarcaram as vistas ao longo da Via del Babuino, à esquerda, a Via di Ripetta a direita e  Via del Corso ao centro, agora endireitada e regularizada, levando até a Piazza Venezia, um design que passou a ser conhecido como "Tridente".